# Кортесем
Кортесем (на нидерландски: Kortessem, на лимбургски Kotsoeve) е селище в Североизточна Белгия, окръг Тонгерен на провинция Лимбург. Намира се на 8 km северозападно от град Тонгерен. Населението му е около 8070 души (2006).